# André van Geldorp
André van Geldorp (Den Haag, 22 januari 1961) is een Nederlandse gitarist, die het grootste gedeelte van zijn carrière heeft samengespeeld met de zangeres Mariska Veres in de Haagse beatgroep Shocking Blue. 
Zijn eerste wapenfeit was de single "4500 Times" met de rockgroep Quotation, waar hij vanaf de oprichting gitarist van was. Dit nummer was een cover van de Britse groep Status Quo. Van Geldorp deelde dankzij deze bewerking in 1981 het podium met Status Quo-gitarist Rick Parfitt. Hij trad met Quotation op in Zevenaar, toen Parfitt spontaan het podium beklom om twee nummers mee te spelen: "Big Fat Mama" (door hem gezongen) en "Don't Waste My Time" (door André gezongen). Bij dit optreden was ook zanger Bob Geldof (Boomtown Rats) en Quo's tourmanager Bob Young aanwezig.
Verder hij heeft hij jaren in zijn eigen band Lost Gravity gespeeld. Met deze band stond hij op het verzamelalbum "The Heavy Touch" (met andere Hollandse rockbands) met de nummers: "Come Back" en "Your Dirty Lies". Dit laatste nummer viel ook in het buitenland op en werd gebruikt voor het - in Amerika uitgebrachte album - "Best of Europe", een album met verschillende Europese hardrockbands. Dit werd uitgebracht op het label "New Renaissance Records" midden jaren tachtig.
Meest prominent waren echter zijn bands Veres en Shocking Blue, beide met de zangeres Mariska Veres, die op 2 december 2006 is overleden na een kort ziekbed. Naast haar gitarist was Van Geldorp ook bijna 20 jaar haar levenspartner. De eerder genoemde titel 'Come Back' veranderde in "Strange Ways" en ook "Your Dirty Lies" kwam op het repertoire van de rockgroep Veres te staan.Met Shocking Blue heeft hij - samen met Mariska - en wisselende bandleden veel televisiewerk in Europa (o.a. Duitsland, Italië, Spanje en Portugal) gedaan en vele live concerten met als hoogtepunt een concert in de Waldbühne in Berlijn.  
Met Shocking Blue heeft Van Geldorp twee nummers opgenomen: "Body And Soul" en "Angel", beide geproduceerd door ex-Shocking Blue gitarist Robbie van Leeuwen in de Bullet Sound Studio in Nederhorst den Berg.
In 2008 deed hij samen met Krezip een tribute aan Mariska Veres tijdens 50 jaar Nederpop in de HMH, waar ze een zeer eigentijdse versie van Venus neerzetten.
Momenteel houdt Van Geldorp zich bezig met nieuwe projecten (de band Black Zakkath) en doet af en toe gastoptredens. 